# Mędrzechów
Mędrzechów – wieś w Polsce położona w województwie małopolskim, w powiecie dąbrowskim, w gminie Mędrzechów.
Miejscowość jest siedzibą gminy Mędrzechów.
| SIMC    | Nazwa            | Rodzaj    |
| ------- | ---------------- | --------- |
| 0824155 | Bór              | część wsi |
| 0824161 | Bór Świątkowski  | część wsi |
| 0824178 | Brzeźnica        | część wsi |
| 0824184 | Glinka           | część wsi |
| 0824209 | Gościniec        | część wsi |
| 0824215 | Kolejowa         | część wsi |
| 0824221 | Kopacz           | część wsi |
| 0824238 | Podgórze         | część wsi |
| 0824244 | Podkalenie       | część wsi |
| 0824267 | Rynek            | część wsi |
| 0824273 | Zagórskie Błonie | część wsi |

W latach 1954–1972 wieś należała i była siedzibą władz gromady Mędrzechów. W latach 1975–1998 miejscowość administracyjnie należała do województwa tarnowskiego.
W miejscowości był przystanek kolejowy Mędrzechów.

## Zabytki
Obiekt wpisany do rejestru zabytków nieruchomych województwa małopolskiego.
- Kościół parafialny pw. NMP Królowej Polski z lat: 1844, 1917–1918, 1948.